# Margaretha Renes-Boldingh
Margaretha (Greet) Anna Maria Renes-Boldingh (Nes, 20 december 1891 - Utrecht, 28 december 1968) was een schrijfster van christelijke literatuur.
Haar vader was huisarts op Ameland. Ze werd opgeleid voor onderwijzeres en gaf onder meer les in Elspeet, Noordwijk aan Zee en in Zeist. Na de geboorte van haar eerste kind begon ze korte verhalen uit haar kinderjaren op te schrijven, die opgenomen werden in Stemmen des Tijds, een calvinistisch tijdschrift. Renes-Boldingh was een productieve schrijfster.
Ze schreef meer dan 75 stichtelijke romans, jeugd- en andere boeken en veel tijdschriftartikelen. Haar roman Het oude Posthuis uit 1953 is misschien haar meest gelezen boek. Renes-Boldingh woonde ook jarenlang op Sumatra bij de Batak, wat haar stof opleverde voor verscheidene boeken, zoals Hoog in de bergen, waarin ze het gezinsleven van een Nederlandse planter op Sumatra beschrijft, en Adat (1939).
- Biografisch Portaal: 63626827
- Digitale Bibliotheek voor de Nederlandse Letteren: rene001
- Gemeinsame Normdatei: 1137348674
- International Standard Name Identifier: 0000 0000 5822 944X
- Library of Congress Control Number: nb98033894
- Nederlandse Thesaurus van Auteursnamen: 06889158X
- Système universitaire de documentation: 180415484
- Virtual International Authority File: 517727
- WorldCat: E39PBJpDKWkJxFTY9mYtrDq4v3